# Filago heterantha
Filago heterantha là một loài thực vật có hoa trong họ Cúc. Loài này được (Raf.) Guss. mô tả khoa học đầu tiên năm 1844.